# Roger Ouvrard
Pour les articles homonymes, voir Ouvrard.
Roger Ouvrard, né le 4 novembre 1932 à Levallois-Perret (Seine) et mort le 8 janvier 2017 à Saint-Martin-du-Tertre (Val-d'Oise), est un homme politique membre du PCF et sportif français.

## Biographie
Roger Ouvrard est né le 4 novembre 1932 à Levallois-Perret. 
Ajusteur de formation, il commence sa vie publique à Argenteuil comme militant associatif dans les domaines du sport, de la jeunesse (directeur de centre de vacances) et de l'éducation populaire (président de la « Maison des jeunes et de la culture » d'Argenteuil).
Marié en 1965 avec Colette, Roger Ouvrard, il a deux fils, Frédéric et Aurélien.
En décembre 2016, le maire d'Argenteuil Georges Mothron décide de donner son nom à la future halle des sports de la ville,. 
Roger Ouvrard meurt le 8 janvier 2017 à l'âge de 84 ans,.

## Carrière sportive et associative
Roger Ouvrard commence sa carrière sportive comme coureur (400 mètres et cross) puis entraineur de la section d'athlétisme du Club olympique municipal d'Argenteuil (C.O.M.A.). 
Il est à plusieurs reprises qualifié en équipe de France de la Fédération sportive et gymnique du travail (F.S.G.T.) avant d'en être un dirigeant national. Il participe ensuite à des courses de très longue durée et des raids humanitaires.

## Carrière politique

### Mandats municipaux
Roger Ouvrard, proche de Victor Dupouy, est élu à 27 ans au conseil municipal d'Argenteuil où il siège de 1959 à 2001. Au cours de ces mandats successifs, il est adjoint au maire chargé de la culture, de l'enseignement et des sports dès 1959 ; puis premier adjoint avant d'accéder au rang de premier magistrat.
Il est élu maire d'Argenteuil au second tour des élections municipales de 1995 sur une liste d'union opposant les communistes locaux, les socialistes - dont Manuel Valls - et des représentants du monde associatif au maire sortant, communiste "refondateur", Robert Montdargent. 
Il s'efforce de redresser une situation financière difficile héritée de son prédécesseur et se représente en 2001. Battu par Georges Mothron (51,1 %) candidat du RPR ancien député d'Argenteuil il met alors fin à 42 ans de carrière municipale.

### Mandats départementaux
Roger Ouvrard siège 13 ans au conseil général du Val-d'Oise (canton d'Argenteuil-ouest) du 17 mars 1985 au 22 mars 1998.

## Distinctions
- Chevalier de la Légion d'honneur (1er janvier 1998)[1]
- Chevalier de l'ordre des Palmes académiques
- Médaille de la jeunesse, des sports et de l'engagement associatif, or

## Hommage
En décembre 2016, le maire d'Argenteuil Georges Mothron baptise la future halle des sports de la ville au nom de Roger Ouvrard.